# Erevan (Meteorit)
Koordinaten: 40° 18′ 0″ N, 44° 30′ 0″ O
Erevan ist ein Steinmeteorit von 107,2 Gramm Gewicht, der in Armenien gefunden wurde und zu den seltenen Howarditen gezählt wird.

## Geschichte
Der Meteorit fiel 1911 oder 1912 in ein Gebiet südlich von Jeghward, wenige Kilometer nördlich der armenischen Hauptstadt Jerewan, und wurde kurze Zeit später gefunden.
Seit 1898 gab es im Russischen Kaiserreich ein Gesetz, dass alle gefundenen Meteoriten Staatsbesitz seien, einem Museum übergeben werden müssten und durch die Russische Akademie der Wissenschaften eine Belohnung für die Überbringer ausgezahlt werde. In der Sowjetunion wurde das Gesetz zwar nicht übernommen, es wurde jedoch beibehalten, dass für Meteoriteneinreichungen durch die Akademie der Wissenschaften der UdSSR eine Belohnung erfolgte. In dem gesamten Zeitraum von 1898 bis 1992 gibt es nur drei Fälle, in denen die Finder auf die Belohnung aus Prinzip verzichtet haben: Alexander Fjodorow, ein Geograph, der 1916 eine Expedition in die Region Primorje zum Meteoriten Boguslavka leitete, Pjotr Drawert, ein Dichter und Professor der Universität Omsk, der in den 1930er-Jahren in Sibirien fünf Meteoriten fand, und W. A. Petrosjan, ein Ingenieur, der 1975 den Erevan-Meteoriten ablieferte.
Bisher haben zwei auf armenischem Gebiet gefundene Meteoriten einen Eigennamen erhalten. Nach dem H6-Chondriten Kulp, der 1906 im Nordosten des Landes niedergegangen ist, ist Erevan das zweite benannte Objekt. Weltweit existieren mehr als 380 weitere Howarditenfunde.
Die Akademie der Wissenschaften der UdSSR veröffentlichte 1978 eine Untersuchung des Erevan-Meteoriten mit einer mikro- und makroskopischen Analyse, einer chemischen Analyse und einer Bestimmung der Edelgase. Das Alter des Meteoriten wurde auf 22 Millionen Jahre bestimmt, zumindest scheint er so lange kosmischer Strahlung ausgesetzt worden zu sein.

## Aussehen und Klassifizierung
Bei Howarditen wird vermutet, dass es sich um Bruchstücke der Oberfläche des Asteroiden (4) Vesta handelt.
Hauptsächlich ist Erevan ein Gemisch aus Pigeonit-Plagioklasen mit Orthopyroxenen, wie andere Howarditen auch. Zusätzlich findet man in Erevan jedoch noch Olivine sowie außergewöhnliche Klasten mit Kohlenstoff, Glas und Basalt und – eher untypisch für Howarditen – Carbonate und Schichtsilikate. Bei Erevan handelt es sich wie zum Beispiel bei dem in Litauen gefundenen Jodzie um einen kleinen Howarditen mit einer sehr großen mineralogischen Vielfalt.
Folgende Minerale und Varietäten wurden in dem Meteoriten gefunden:
- Albit, Na[AlSi3O8]
- Anorthit, CaAl2Si2O8
- Bytownit, (Ca,Na)[Al(Al,Si)Si2O8]
- Augit, (Ca,Na)(Mg,Fe2+,Al,Fe3+,Ti)[(Si,Al)2O6]
- Barringerit, (Fe,Ni)2P
- Calcit, CaCO3
- Chromit, Fe2+Cr3+2O4
- Cronstedtit, Fe2+2Fe3+((Si,Fe3+)2O5)(OH)4
- Dolomit, CaMg(CO3)2
- Forsterit, Mg2SiO4
- Ilmenit, Fe2+TiO3
- gediegen Eisen, Fe
- Kamacit, (Fe,Ni)
- Olivin, (Mg,Fe2+)2SiO4
- Pigeonit, (Mg,Fe2+,Ca)(Mg,Fe2+)Si2O6
- Siliciumdioxid, SiO2
- Tochilinit, Fe2+5–6(Mg,Fe2+)5S6(OH)10
- Troilit, FeS